# سندرم فرزند میانی
سندرم فرزند میانی یا نشانگان فرزند میانی (به انگلیسی: Middle child syndrome) احساس به حاشیه رانده شدن فرزند میانی را گویند (آن فرزندی که یک برادر یا خواهر بزرگتر و یک برادر یا خواهر کوچکتر از خود دارد). دیدگاهی فرگشتی این پدیده را اینگونه تبیین می‌کند که والدین سرمایه‌گذاری بیشتری بر روی فرزندان اول و آخر می‌کنند و لذا فرزند میانی کمتر به عنوان کودک مورد توجه قرار می‌گیرد. همچنین اثرات ناشی از ترتیب تولد می‌تواند ریشه‌های زیستی مرتبط با تعداد زایمان‌های مادر نیز داشته باشد. از این رو فرزندان میانی اجتماعی‌تر می‌شوند و کمتر بر خانواده متمرکز باقی می‌مانند.
سندرم فرزند میانی در اصل از کارهای روان‌شناس مشهور آلفرد آدلر نشات می‌گیرد که نظریه ترتیب تولد را مطرح کرد. این نظریه پیشنهاد می‌کند که جایگاه کودک در ترتیب تولد می‌تواند بر شخصیت و زندگی او تأثیر بگذارد.
پژوهش‌ها نشان می‌دهند فرزندان میانی نمره‌های بالاتری در مهارت‌های شخصیتی‌ای که ارتباط با ناخویشاوندان را تسهیل می‌کند مانند برونگرایی و وفق‌پذیری، به دست می‌آورند. در مجموع پدیده موسوم به سندروم فرزند میانی به عنوان یک اختلال بالینی حقیقی شناخته نمی‌شود؛ و پژوهشگران بر این باورند که این فرزندان رفته رفته با محیط و جایگاهشان وفق می‌یابند.